# Abdullah Al-Jumaan
Abdullah Al-Jumaan (en árabe: عبد الله محمد الجمعان الدوسري‎; Arabia Saudita; 10 de noviembre de 1977) es un exfutbolista de Arabia Saudita que jugaba en la posición de delantero.

## Carrera

### Club
| Periodo   | Club           |
| --------- | -------------- |
| 1998–2006 | Al-Hilal FC    |
| 2006-2007 | Al-Ahli Jeddah |
| 2009-2010 | Al-Shabab FC   |

### Selección nacional
Jugó para Arabia Saudita en 43 ocasiones de 1996 a 2005 y anotó 17 goles; participó en la Copa Mundial de Fútbol de 2002 y en dos ediciones de la Copa Asiática.

## Logros

### Club
- Liga Profesional Saudí: 2

2001–02, 2004–05
- Copa del Príncipe de la Corona Saudí: 5

1999–00, 2003, 2004–05, 2005–06, 2006-07
- Copa Federación de Arabia Saudita: 5

1999–2000, 2004–05, 2005–06, 2006-07, 2009-10
- Liga de Campeones de la AFC: 1

2000
- Recopa Asiática: 2

1997, 2002
- Supercopa de la AFC: 2

1997, 2000
- Recopa Árabe: 1

2000
- Supercopa Árabe: 1

2001
- Copa de Clubes Campeones del Golfo: 1

1998

### Selección nacional
- Copa Asiática: 1

1996